# Eutelsat W75/ABS-1B
O Eutelsat W75/ABS-1B (anteriormente chamado de Hotbird 3, Eurobird 10 e Eurobird 4) foi um satélite de comunicação geoestacionário europeu construído pela Matra Marconi Space (atual EADS Astrium) que era operado pela Eutelsat em parceria com a Asia Broadcast Satellite. O satélite foi baseado na plataforma Eurostar-2000+ e sua vida útil estimada era de 14 anos. O mesmo saiu de serviço em julho de 2011 e foi transferido para uma órbita cemitério.

## História
O satélite foi lançado em 1997 sob o nome Hotbird 3, até outubro de 2006 o satélite era operado pela Eutelsat sob este nome em 13 graus leste. Após a colocação do poderoso Hotbird 8 nesta posição, ele foi transferido em outubro de 2006 a 10 graus leste juntamento com o Eutelsat W1, e renomeado para Eurobird 10. Ele teve no dia 4 de outubro de 2006, uma queda de desempenho, devido a falha de alguns painéis solares que foram danificados, provocando assim uma perda permanente de energia.
Em março de 2007, o satélite foi transferido para 4 graus leste e foi renomeado para Eurobird 4. A próxima mudança ocorreu em setembro de 2009 para a posição 76 graus leste, o satélite foi renomeado para Eutelsat W76, e em novembro de 2009, foi feito uma pequena mudança para 75 graus leste — no âmbito da cooperação com a Asia Broadcast Satellite Limited (ABS), ele foi renomeado desta vez para Eutelsat W75/ABS-1B, onde operou até junho de 2011.
Em novembro de 2009, o satélite foi colocado juntamente com outros satélites ABS a 75 graus de longitude leste para fornecer 8 transponders adicionais. O descarte do satélite foi concluído em julho de 2011 e o satélite foi enviado para uma órbita cemitério.

## Lançamento
O satélite foi lançado com sucesso ao espaço no dia 2 de setembro de 1997 às 22:21 UTC, por meio de um veículo Ariane-44LP H10-3, a partir do Centro Espacial de Kourou, na Guiana Francesa, juntamente com o satélite Meteosat 7. Ele tinha uma massa de lançamento de 2.900 kg.

## Capacidade e cobertura
O Eutelsat W75/ABS-1B era equipado om 20 transponders de banda Ku para fazer transmissão que podia ser recepcionado na Europa, no Oriente Médio e em partes da África, Ásia e Rússia. Depois de sua mudança para a posição orbital de 76 graus leste, o Eutelsat W76 cumpriu uma tarefa para os serviços profissionais de sistemas de rastreamento.